# Samson Baidoo
Samson Baidoo, né le 31 mars 2004 à Graz, est un footballeur autrichien qui joue au poste de défenseur central au RC Lens.

## Biographie

### Carrière en club
Né à Graz en Autriche, Samson Baidoo est formé par le Grazer AK, avant de rejoindre le RB Salzbourg en 2018, où il joue d'abord avec l'équipe reserve du FC Liefering en championnat d'Autriche de deuxième division,,,.

### RB Salzbourg (2021-2025)
Il signe son premier contrat professionnel avec le club de Salzbourg en avril 2022,.
Il joue son premier match avec l'équipe première du club le 30 août 2022 lors d'un match de Coupe d'Autriche.
Baidoo est sacré champion d'Autriche lors de la saison 2022-23,.

### RC Lens (2025-)
Le 17 juillet 2025, Baidoo signe au RC Lens contre 8 millions d’euros en provenance du RB Salzbourg,.
Le 16 août, il dispute son premier match officiel sous les tuniques artésiennes lors de la première journée de Ligue 1 face à l'Olympique lyonnais.

### Carrière en sélection
En 2019, Samson Baidoo est convoqué pour la première fois avec l'équipe d'Autriche des moins de 16 ans en février 2019, s'établissant ensuite comme un cadre des moins de 18 ans.
Baidoo est ensuite international espoirs avec l'Autriche à partir de novembre 2022.

## Statistiques
| Saison                | Club                  | Championnat           | Championnat | Championnat | Championnat | Coupe(s) nationale(s) | Coupe(s) nationale(s) | Coupe(s) nationale(s) | Supercoupe | Supercoupe | Supercoupe | Compétition(s) continentale(s) | Compétition(s) continentale(s) | Compétition(s) continentale(s) | Compétition(s) continentale(s) | Autriche | Autriche | Autriche | Total | Total | Total |
| Saison                | Club                  | Division              | M.          | B.          | P.d.        | M.                    | B.                    | P.d.                  | M.         | B.         | P.d.       | Comp.                          | M.                             | B.                             | P.d.                           | M.       | B.       | P.d.     | M.    | B.    | P.d.  |
| 2021-2022             | FC Liefering (prêt)   | Bundesliga 2          | 25          | 0           | 0           | -                     | -                     | -                     | -          | -          | -          | -                              | -                              | -                              | -                              | -        | -        | -        | 25    | 0     | 0     |
| 2022-2023             | FC Liefering (prêt)   | Bundesliga 2          | 21          | 1           | 0           | -                     | -                     | -                     | -          | -          | -          | -                              | -                              | -                              | -                              | -        | -        | -        | 21    | 1     | 0     |
| Sous-total            | Sous-total            | Sous-total            | 46          | 1           | 0           | -                     | -                     | -                     | -          | -          | -          | -                              | -                              | -                              | -                              | -        | -        | -        | 46    | 1     | 0     |
| 2022-2023             | RB Salzbourg          | Bundesliga            | 4           | 0           | 0           | 1                     | 0                     | 0                     | -          | -          | -          | -                              | -                              | -                              | -                              | -        | -        | -        | 5     | 0     | 0     |
| 2023-2024             | RB Salzbourg          | Bundesliga            | 17          | 2           | 1           | 1                     | 0                     | 0                     | -          | -          | -          | C1                             | 5                              | 0                              | 0                              | 1        | 0        | 0        | 24    | 2     | 1     |
| 2024-2025             | RB Salzbourg          | Bundesliga            | 29          | 0           | 0           | 3                     | 0                     | 0                     | -          | -          | -          | C1                             | 11                             | 0                              | 0                              | -        | -        | -        | 43    | 0     | 0     |
| Sous-total            | Sous-total            | Sous-total            | 50          | 2           | 1           | 5                     | 0                     | 0                     | -          | -          | -          | -                              | 16                             | 0                              | 0                              | 1        | 0        | 0        | 72    | 2     | 1     |
| 2025-2026             | RC Lens               | Ligue 1               | 1           | 0           | 0           | -                     | -                     | -                     | -          | -          | -          | -                              | -                              | -                              | -                              | -        | -        | -        | 1     | 0     | 0     |
| Total sur la carrière | Total sur la carrière | Total sur la carrière | 97          | 3           | 1           | 5                     | 0                     | 0                     | -          | -          | -          | -                              | 16                             | 0                              | 0                              | 1        | 0        | 0        | 119   | 3     | 1     |

## Palmarès
Red Bull Salzbourg
- Championnat d'Autriche
  - Champion en 2022-23